# Black Oak Conspiracy
Black Oak Conspiracy è un film statunitense del 1977 diretto da Bob Kelljan.

## Trama
Jingo Johnson, stuntman professionista si confronta con lo sceriffo della città Hank Grimes e alcuni criminali che si occupano di corruzione.